# Пайн-Веллі (Нью-Йорк)
Пайн-Веллі (англ. Pine Valley) — переписна місцевість (CDP) в США, в окрузі Чеманг штату Нью-Йорк. Населення — 832 особи (2020).

## Географія
Пайн-Веллі розташований за координатами 42°13′49″ пн. ш. 76°50′53″ зх. д. / 42.23028° пн. ш. 76.84806° зх. д. (42.230281, -76.848036).  За даними Бюро перепису населення США в 2010 році переписна місцевість мала площу 3,15 км², з яких 3,12 км² — суходіл та 0,04 км² — водойми.

## Демографія
Згідно з переписом 2010 року, у переписній місцевості мешкало 813 осіб у 359 домогосподарствах у складі 221 родини. Густота населення становила 258 осіб/км².  Було 389 помешкань (123/км²).
Расовий склад населення:
| - 96,3 % — білих - 0,7 % — азійців - 0,6 % — чорних або афроамериканців |

До двох чи більше рас належало 1,8 %. Частка іспаномовних становила 2,0 % від усіх жителів.
За віковим діапазоном населення розподілялося таким чином: 20,4 % — особи молодші 18 років, 64,1 % — особи у віці 18—64 років, 15,5 % — особи у віці 65 років та старші. Медіана віку мешканця становила 42,2 року. На 100 осіб жіночої статі у переписній місцевості припадало 96,9 чоловіків;  на 100 жінок у віці від 18 років та старших — 94,3 чоловіків також старших 18 років.
Середній дохід на одне домашнє господарство  становив 55 724 долари США (медіана — 50 583), а середній дохід на одну сім'ю — 54 616 доларів (медіана — 51 442). Медіана доходів становила 46 250 доларів для чоловіків та 35 714 долари для жінок. За межею бідності перебувало 25,3 % осіб, у тому числі 15,1 % дітей у віці до 18 років та 6,7 % осіб у віці 65 років та старших.
Цивільне працевлаштоване населення становило 425 осіб. Основні галузі зайнятості: виробництво — 27,5 %, освіта, охорона здоров'я та соціальна допомога — 18,1 %, роздрібна торгівля — 15,5 %.